# Ставрос (Кавалско)
Ставрос или Василак чифлик (на гръцки: Σταυρός) е бивше село в Гърция, в дем Кавала, област Източна Македония и Тракия, квартал на Амигдалеонас (Бадем чифлик).

## География
Селото е разположено северозападно от кръстопътя на пътищата Кавала – Драма и Солун – Дедеагач, южно от Амигдалеонас (Бадем чифлик).

## История

### В Османската империя
В началото на XX век Василак чифлик е селище в Кавалска кааза на Османската империя. Съгласно статистиката на Васил Кънчов („Македония. Етнография и статистика“) към 1900 година Василакъ Чифликъ е изцяло циганско селище с 50 жители, всички цигани.

### В Гърция
След Междусъюзническата война в 1913 година селото попада в Гърция. Не се споменава в преброяването от 1913 година. След Първата световна война селото е обновено и в 1920 година има 66 жители. В 1940 година отново не се споменава и вероятно жителите му са пресметнати с тези на Бадем чифлик. Българска статистика от 1941 година показва 59 жители. В преброяването от 1951 година отново не се споменава. След края на Гражданската война тук се заселват жители от по-отдалечените села. В 1981 година е слято с Амигдалеонас.
| Година    | 1913 | 1920 | 1928 | 1940 | 1951 | 1961 | 1971 | 1981 | 1991 | 2001 | 2011 | 2021 |
| --------- | ---- | ---- | ---- | ---- | ---- | ---- | ---- | ---- | ---- | ---- | ---- | ---- |
| Население |      | 66   | 59   |      |      | 182  | 214  |      |      |      |      |      |